# Anna Iljuštšenko
Anna Iljuštšenko (Sillamäe, 12 ottobre 1985) è un'ex altista estone, detentrice del record nazionale della specialità.

## Palmarès
| Anno | Manifestazione    | Sede       | Evento        | Risultato | Prestazione | Note |
| ---- | ----------------- | ---------- | ------------- | --------- | ----------- | ---- |
| 2004 | Mondiali juniores | Grosseto   | Salto in alto | 15ª (q)   | 1,75 m      |      |
| 2005 | Europei under 23  | Erfurt     | Salto in alto | 11ª       | 1,70 m      |      |
| 2006 | Europei           | Göteborg   | Salto in alto | 20ª (q)   | 1,87 m      |      |
| 2007 | Europei under 23  | Debrecen   | Salto in alto | 13ª (q)   | 1,81 m      |      |
| 2007 | Universiadi       | Bangkok    | Salto in alto | 9ª        | 1,80 m      |      |
| 2008 | Giochi olimpici   | Pechino    | Salto in alto | 21ª (q)   | 1,89 m      |      |
| 2009 | Europei indoor    | Torino     | Salto in alto | 10ª       | 1,85 m      |      |
| 2009 | Universiadi       | Belgrado   | Salto in alto | 5ª        | 1,88 m      |      |
| 2009 | Mondiali          | Berlino    | Salto in alto | 15ª (q)   | 1,89 m      |      |
| 2010 | Mondiali indoor   | Doha       | Salto in alto | 10ª (q)   | 1,89 m      |      |
| 2010 | Europei           | Barcellona | Salto in alto | 11ª       | 1,85 m      |      |
| 2011 | Europei indoor    | Parigi     | Salto in alto | 13ª (q)   | 1,89 m      |      |
| 2011 | Universiadi       | Shenzhen   | Salto in alto | Bronzo    | 1,94 m      |      |
| 2011 | Mondiali          | Taegu      | Salto in alto | 11ª       | 1,89 m      |      |
| 2012 | Mondiali indoor   | Istanbul   | Salto in alto | 12ª (q)   | 1,88 m      |      |
| 2012 | Europei           | Helsinki   | Salto in alto | 13ª (q)   | 1,87 m      |      |
| 2012 | Giochi olimpici   | Londra     | Salto in alto | 15ª (q)   | 1,90 m      |      |
| 2013 | Europei indoor    | Göteborg   | Salto in alto | 4ª        | 1,92 m      |      |
| 2013 | Universiadi       | Kazan'     | Salto in alto | Bronzo    | 1,94 m      |      |
| 2013 | Mondiali          | Mosca      | Salto in alto | 15ª (q)   | 1,88 m      |      |
| 2014 | Mondiali indoor   | Sopot      | Salto in alto | 15ª (q)   | 1,88 m      |      |
| 2016 | Europei           | Amsterdam  | Salto in alto | 23ª (q)   | 1,80 m      |      |

## Altre competizioni internazionali
2014
- Oro agli Europei a squadre ( Tallinn), salto in alto - 1,84 m